# Кармышская волость
Кармышская волость (тат. قارمش ۋولىٰسىٰ, Кармыш вулысы) — административно-территориальная единица в составе Казанского уезда Казанской губернии и Арского кантона Татарской АССР.
Волостное правление и квартира полицейского урядника находились в селении Кармыш-Казанбаш. На 1910-е годы граничила с Арской, Ново-Кишитской, Балтасинской волостями Казанского уезда, Больше-Кибяк-Козинской волостью Лаишевского уезда и Ново-Чурилинской волостью Мамадышского уезда.
Волость возникла не позднее 1870 года в составе Казанского уезда Казанской губернии.. С 1920 года в составе Арского кантона Татарской АССР. На 1923 год волость состояла из 22 сельсоветов: Старо-Крылайский, Верхне-Масринский, Старо-Масринский, Верхне-Корсинский, Нижне-Корсинский, Сарай-Чекурчинский, Курайванский, Купербашский, Казылинский, Мало-Метескинский, Верхне-Метескинский, Мендюшский, Верхне-Пшалымский, Средне-Пшалымский, Нижне-Пшалымский, Культесский, Апайкино-Гаринский, Четырёх-Дворский, Старо-Турналинский, Кара-Куюковский, Кутюкский, Кармыш-Казанбашский.
В 1924 году упразднена, вся территория вошла в состав Арской волости.